# Yakushima (miejscowość)
Yakushima (jap. 屋久島町 Yakushima-chō) – miasto w Japonii, na wyspie Yaku-shima, w prefekturze Kagoshima. W 2008 roku miasto to na powierzchni 540,98 km² zamieszkiwało 13 486 osób.
Miasteczko Yakushima utworzono w dniu 1 października 2007, łącząc osady Kamiyaku i Yaku. Znajduje się ono 135 km na południe od miasta Kagoshima i 60 km na południe od stałego lądu prefektury Kagoshima. Jest położone na dwóch wyspach: Yaku (Yaku-shima) i Kuchinoerabu (Kuchinoerabu-jima). 
Wyspa Kuchinoerabu (aktywna wyspa wulkaniczna o długości 12 km i szerokości 5 km) znajduje się 12 km na północny zachód od wyspy Yaku-shima. Całkowita powierzchnia miasta Yakushima wynosi 540,98 km², z czego 93% to wyspa Yaku-shima. 